# Thomas Beecham
Sir Thomas Beecham, CH (født 29. april 1879, død 8. marts 1961) var en britisk dirigent og impresario. Fra begyndelsen af det tyvende århundrede til sin død var Beecham en betydelig figur i det musikalske liv i Storbritannien, og ifølge Neville Cardus var han den første britiske dirigent der fik en egentlig international karriere.
Beecham kom fra en velhavende industrifamilie. Han brugte sine penge på at omdanne operascenen i England fra 1910'erne frem til begyndelsen af Anden Verdenskrig, idet han arbejdede på Covent Garden, Drury Lane og His Majesty's Theatre med internationale stjerner, sit eget håndplukkede orkester og en bred vifte af operaer.
London har stadig to orkestre, der er grundlagt af Beecham: London Philharmonic Orchestra og Royal Philharmonic Orchestra. Han har også tætte forbindelser med Royal Liverpool Philharmonic Orchestra og Hallé Orchestra i sit hjemamt, Lancashire. Hans repertoire var eklektisk, idet han undertiden begunstigede mindre kendte komponister frem for større, mere berømte komponister. Hans specialer omfattede komponister, hvis værker sjældent blev spillet i Storbritannien, før Beecham stod frem som fortolker af fx
Frederick Delius og Hector Berlioz.
Hans styrke lå i det klassiske og romantiske repertoire. Han har fx dirigeret værker af Jean Sibelius, Wolfgang Amadeus Mozart, Joseph Haydn og Edvard Grieg. Hans indspilningsselskab var EMI.
Han var kendt for sin humor, og mange "Beechamhistorier" fortælles stadig næsten halvtreds år efter hans død.